# Alicorhagia usitata
Alicorhagia usitata är en spindeldjursart som beskrevs av Theron, Meyer och Ryke 1971. Alicorhagia usitata ingår i släktet Alicorhagia och familjen Alicorhagiidae. Inga underarter finns listade i Catalogue of Life.